# Tenarunga
Tenarunga, también llamado Tenania o Narunga es un atolón en el Grupo Acteón, en el archipiélago de Tuamotu (Polinesia Francesa). El atolón depende administrativamente de las islas Gambier.

## Geografía
Tenarunga se encuentra a 15 kilómetros al noroeste de Matureivavao y 6 km al oeste de Vahanga. Es un atolón circular, de una superficie de 2,3 km² y una laguna interior de 5 km².
No hay conexión permanente entre la laguna y el océano.

## Historia
La primera mención del atolón por parte de los europeos, fue hecha por el navegante portugués Pedro Fernández de Quirós, el 5 de febrero de 1606. Quirós bautizó al grupo con el nombre de Las Cuatro Coronadas por las palmas de coco encontradas en la isla. Se considera, sin embargo, que la documentación de Quirós es deficiente.  La primera aproximación claramente documentada a la isla fue hecha en 1833 por el navegante Thomas Ebrill, capitán del buque mercante Amphitrite. Fueron visitadas nuevamente en 1837 por Lord Edward Russell, comandante del HMS Acteón (1831), que proporcionó la denominación actual
del archipiélago.

## Flora y fauna
El atolón presenta una colonia de la especie endémica, Prosobonia cancellata.